# Codex Ambrosianus A 147

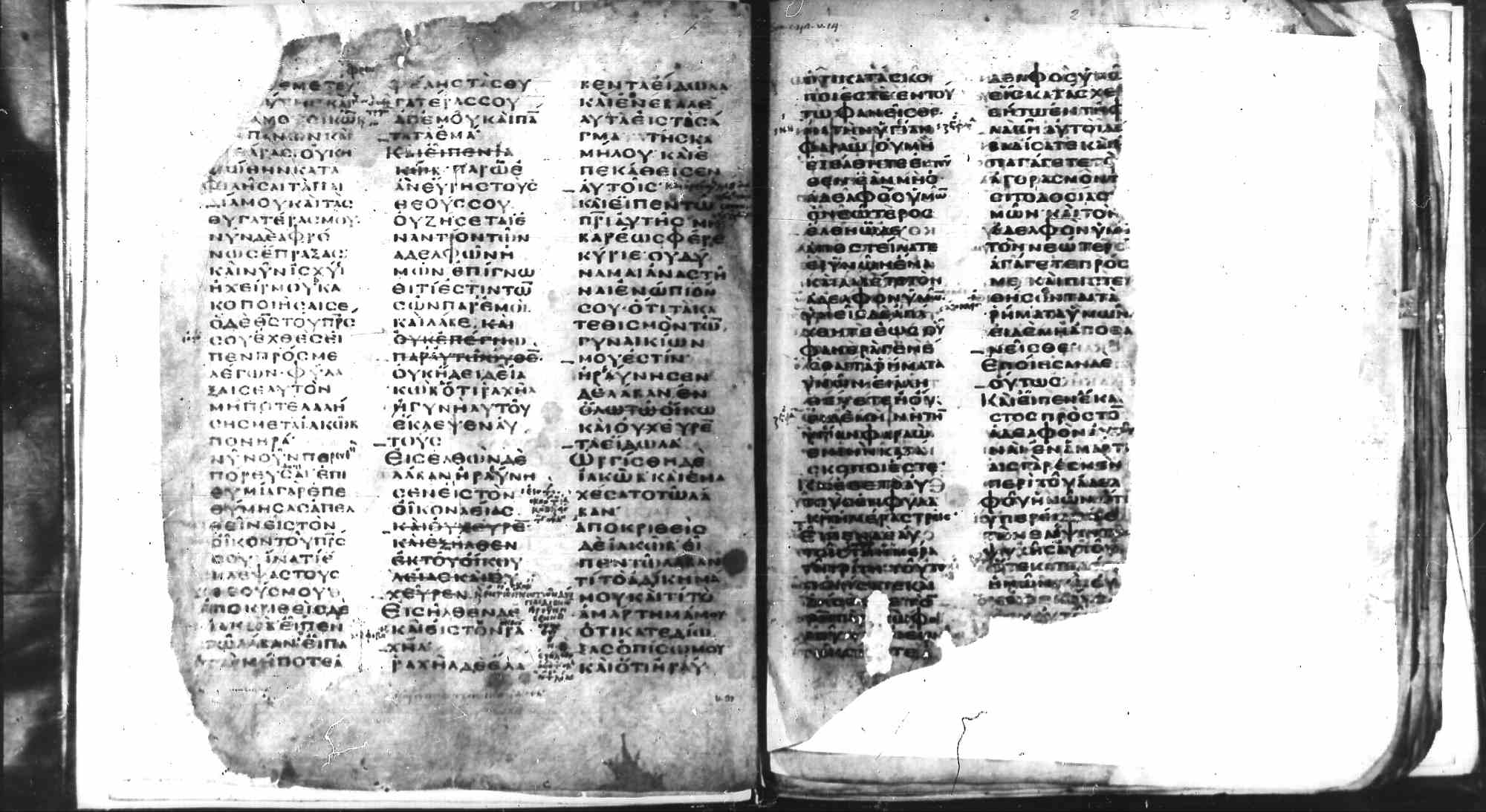
Codex Ambosianus A 147

Der Codex Ambrosianus A 147 Inf. (F nach Rahlfs) ist eine Handschrift in griechischer Sprache aus dem frühen 5. Jahrhundert.
Sie enthält Teile der Bücher Genesis bis Josua des Alten Testaments in der Septuaginta-Fassung.
Es sind 312 Blätter von sehr gutem und feinem Pergament erhalten. Diese sind in Majuskeln in drei Spalten mit je 35 Zeilen beschrieben. Im 11. Jahrhundert wurden umfangreiche Anmerkungen in kursiver Schrift hinzugefügt.
Die Handschrift kam wahrscheinlich im frühen 17. Jahrhundert aus Korfu in den Besitz von Kardinal Federico Borromeo. Dieser brachte sie in die von ihm gegründete Biblioteca Ambrosiana in Mailand. Dort befindet sie sich heute mit der Signatur A 147 inf.